# Harry Jefferson
Harry Wyndham Jefferson (9 de marzo de 1849-23 de junio de 1918) fue un deportista británico que compitió en vela en la clase tonelaje. Participó en los Juegos Olímpicos de París 1900, obteniendo una medalla de oro en la clase 3 – 10 Ton (regata 2).

## Palmarés internacional
| Juegos Olímpicos | Juegos Olímpicos | Juegos Olímpicos | Juegos Olímpicos      |
| Año              | Lugar            | Medalla          | Clase                 |
| ---------------- | ---------------- | ---------------- | --------------------- |
| 1900             | París (Francia)  | Medalla de oro   | 3 – 10 Ton (regata 2) |